# دیوید ای. اسپنس
دیوید اریک اسپنس (انگلیسی: David Erik Aspnes؛ (زاده ۱ مهٔ ۱۹۳۹) فیزیک‌دان آمریکایی و عضو آکادمی ملی علوم که در زمینه فیزیک ماده چگال، علم سطح، و نورشناسی فعالیت می کند.